# Trigun: Badlands Rumble
Trigun: Badlands Rumble (Japonés: トライガン バッドランド ランブル  lit. "Trigun: Estruendo en tierras yermas"?), es una película animada japonesa del 2010 dirigida por Satoshi Nishimura y producida por Madhouse que adapta el manga Trigun escrito por Yasuhiro Nightow. Esta cinta cuenta con las voces de Masaya Onosaka como Vash "Estampida", Hiromi Tsuru como Meryl Strife, Satsuki Yukino como Milly Thompson y Shō Hayami como Nicolas D. Wolfwood. La película narra las aventuras de Vash.
El desarrollo de la cinta fue anunciado en el número de octubre de 2005 de la revista Neo en una entrevista concedida por Masao Maruyama; hecho que fue confirmado en el número de noviembre de 2005 de la revista Anime Insider. En mayo de 2007, durante la convención Anime Central Nightow afirmó que la cinta se encontraba en las primeras etapas de preproducción. En febrero de 2008, en la portada del volumen catorce (14) del manga Trigun Maximum, aparecieron más detalles sobre la película  donde se indicaba que el argumento de la película, sería sobre Vash vs. Wolfwood y anunciando que esta estaba programada para 2009. La página web de la película anunció su estreno en Japón para la primavera de 2010.
La cinta se estrenó en los Estados Unidos en la convención Sakura-Con de la ciudad de Seattle en el 2010. La cinta fue proyectada en la televisión estadounidense el sábado 29 de diciembre de 2013 en el bloque Toonami del canal Adult Swim.

## Argumento
Vash "Estampida" se dirige a la ciudad de Macca veinte (20) años después de inmiscuirse en el asalto bancario del famoso ladrón llamado Gasback. Mientras tanto en la ciudad el rumor de que un legendario ladrón aparecerá allí genera una enorme afluencia de cazarrecompensas atraídos por la suma de $300.000.000 que se ofrecen por su cabeza. 

## Desarrollo de la cinta
El octubre de 2005 asunto de Neo la revista incluye una entrevista con Masao Maruyama, Madhouse  fundador y serie planner. En el artículo  revele que el estudio ha sido trabajando en un Trigun película que sería liberado en "un par de años". El noviembre de 2005 asunto de Anime Insider también confirmó este noticioso. En mayo de 2007, Nightow confirmó en el Anime Convención Central que el Trigun la película era en las etapas tempranas de preproducción con un cercano-guion final, a pesar de que no divulgue cualquier información de parcela.
En febrero de 2008, más detalles sobre el Trigun la película emergida en la cubierta de volumen 14 del Trigun Máximo manga, anunciando que la película estuvo planificada para 2009. En octubre de 2009, aun así, el sitio web oficial de la película anunció un nuevo japonés premiere conjunto para primavera 2010. La historia de la película, cuando descrito de la cubierta, iba a ser sobre "Vash vs. Wolfwood", los dos caracteres principales del manga.

## Recepción
Trigun: Badlands El ruido que abre el debut era en #14 encima 10 pantallas. La película fue proyectada a una audiencia estadounidense primero en el Sakura-Con 2010 en Seattle, Washington el viernes, 2 de abril de 2010. Siguiendo el mostrando, el director aguantó un 15-minuto Q&Una sesión antes de la película, explicando las razones  sea subbed, no bautizado, y por qué  sea premiered en la convención, también explicando los caracteres nuevos. La película estuvo mostrada otra vez el sábado y domingo según el programa. Funimation La diversión anunciada en Anime Expo junto con productor de película Shigeru Kitayama que  habían autorizado la película y plan encima liberándolo theatrically en los Estados Unidos.  
La película hizo sus EE.UU. televisivos premiere el sábado, 28 de diciembre de 2013 encima el adulto Nada es Toonami bloque.

## Doblaje
| Personaje               | Seiyū            | Doblaje inglés       | Doblaje español      |
| ----------------------- | ---------------- | -------------------- | -------------------- |
| Vash Estampida          | Masaya Onosaka   | Johnny Yong Bosch    | David Jenner         |
| Nicholas D. Wolfwood    | Sho Hayami       | Brad Hawkins         | Toni Mora            |
| Meryl Stryfe            | Hiromi Tsuru     | Luci Cristiano       | Carmen Ambrós        |
| Milly Thompson          | Satsuki Yukino   | Trina Nishimura      | Marta Barbará        |
| Amelia Ann McFly        | Maaya Sakamoto   | Colleen Clinkenbeard | Carmen Calvell       |
| Gasback Galón Getaway   | Tsutomu Isobe    | John Swasey          | Alfonso Vallés       |
| Caine Flaccano (Kepler) | Cubo Shimada     | Kent Williams        | Antonio García Moral |
| Mechio Tante Ogorare    | Fumihiko Tachiki | Newton Pittman       | Daniel Albiac        |
| Dorino Ohre Tadiski     | Nobuo Tobita     | Sonny Strait         | Javier Roldán        |
| Shane B. Goodman        | Taiten Kusunoki  | Robert McCollum      | Daniel Albiac        |
| La madre de Amelia      | Kikuko Inoue     | Lydia Mackay         | Maria Rosa Guillén   |
| Joven Amelia            | Maaya Sakamoto   | Cherami Leigh        | Ariadna Jiménez      |

La cinta fue licenciada en España por Selecta Visión, la cual la publicó en un combo BD-DVD, con audio en castellano y japonés 5.1 DTS HD.